# رضا ميسر
رضا ميسر (و. 3 أكتوبر 1940 - ت. 25 سبتمبر 2002) هو مخرج ومنتج ومؤلف سوري .

## أعمالة السينمائية
رضا ميسر مخرج، ومؤلف سوري، ومن أشهر أعماله، فيلم سلطانة في عام 1966، وفيلم الفلسطيني الثائر في عام 1969، وفيلم شقة ومليون مفتاح في عام 1972. 1964-1970 وحتى ال 1995 كان اهتمامه في القصص المثيرة والتشويق والغموض، في ذلك الوقت أخذ السينما المصرية إلى مستوى جديد. تم إشراكه في مجلس إدارة مؤسسة السينما سَنة 1969 ثم رشح لتولي منصب رئيس مجلس إدارة استوديوهات والإنتاج الرفيع والإستثمار في عام 1977. من خلال الحياة المهنية له أخرج أكثر من 75 فيلما، وكتب وأنتج غيرها الكثير.
| - عذاب الأمهات 1986 - فيلم - المتوحشون 1982 - فيلم - بلبل من لبنان 1982 - فيلم - الاستعراض الكبير 1975 - فيلم - الغجرية العاشقة 1974 - فيلم | - بنات للحب 1974 - فيلم - بنات آخر زمن 1973 - فيلم - رحلة عذاب 1972 - فيلم - شقة ومليون مفتاح 1972 - فيلم - امرأة من نار 1971 - فيلم | - الجنوب الثائر 1969 - فيلم - الفلسطينى الثائر 1969 - فيلم - ايدك عن مراتي 1968 - فيلم - صقر العرب 1968 - فيلم - لهيب الجسد 1967 - فيلم | - سلطانة 1966 - فيلم - الشريدان 1965 - فيلم - حبيبة الكل 1965 - فيلم - العسل المر 1964 - فيلم - صخرة الحب 1959 - فيلم. |

## روابط خارجية
- صفحتة في قاعدة بيانات الأفلام العربية .